# بابی ویتال
بابی ویتال (انگلیسی: Bobby Vitale؛ زاده ۳۰ ژوئن ۱۹۶۵) یک بازیگر پورنوگرافی بود.